# Parker (Arizona)
Parker is een plaats (town) in de Amerikaanse staat Arizona, en valt bestuurlijk gezien onder La Paz County.

## Demografie
Bij de volkstelling in 2000 werd het aantal inwoners vastgesteld op 3140.
In 2006 is het aantal inwoners door het United States Census Bureau geschat op 3200, een stijging van 60 (1,9%).

## Geografie
Volgens het United States Census Bureau beslaat de plaats een oppervlakte van
56,9 km², geheel bestaande uit land. Parker ligt op ongeveer 123 m boven zeeniveau.

## Plaatsen in de nabije omgeving
De onderstaande figuur toont nabijgelegen plaatsen in een straal van 40 km rond Parker.